# Tenuinaclia melancholica
Tenuinaclia melancholica is een vlinder uit de familie spinneruilen (Erebidae), onderfamilie beervlinders (Arctiinae). De wetenschappelijke naam van de soort is voor het eerst geldig gepubliceerd in 1921 door Le Cerf.
Deze nachtvlinder komt voor in tropisch Afrika.